# テオドリック廟
テオドリック廟（伊: Mausoleo di Teodorico）は、東ゴート王国の創始者テオドリック1世により造られたテオドリック自身の霊廟である。520年にイタリアのラヴェンナに建設された。
様式は、末期ローマ建築を踏襲した。1階の床の中央に位置する円形の棺は、テオドリック1世が埋葬された円形の石で作られた墓である。テオドリック1世の遺骨はそこに収められたが、その遺骨はビザンチン帝国のユスティニアヌス1世の支配下で535年に取り除かれ（ゴート戦争）、霊廟はキリスト教の礼拝堂となった。1996年にユネスコの世界遺産の一つとして、他の7つの『ラヴェンナの初期キリスト教建築物群』に登録された。
切り石による組積構造で、ドームは巨大な一枚岩でできている。霊廟の内部に石棺が残るが、遺品や副葬品などはない。

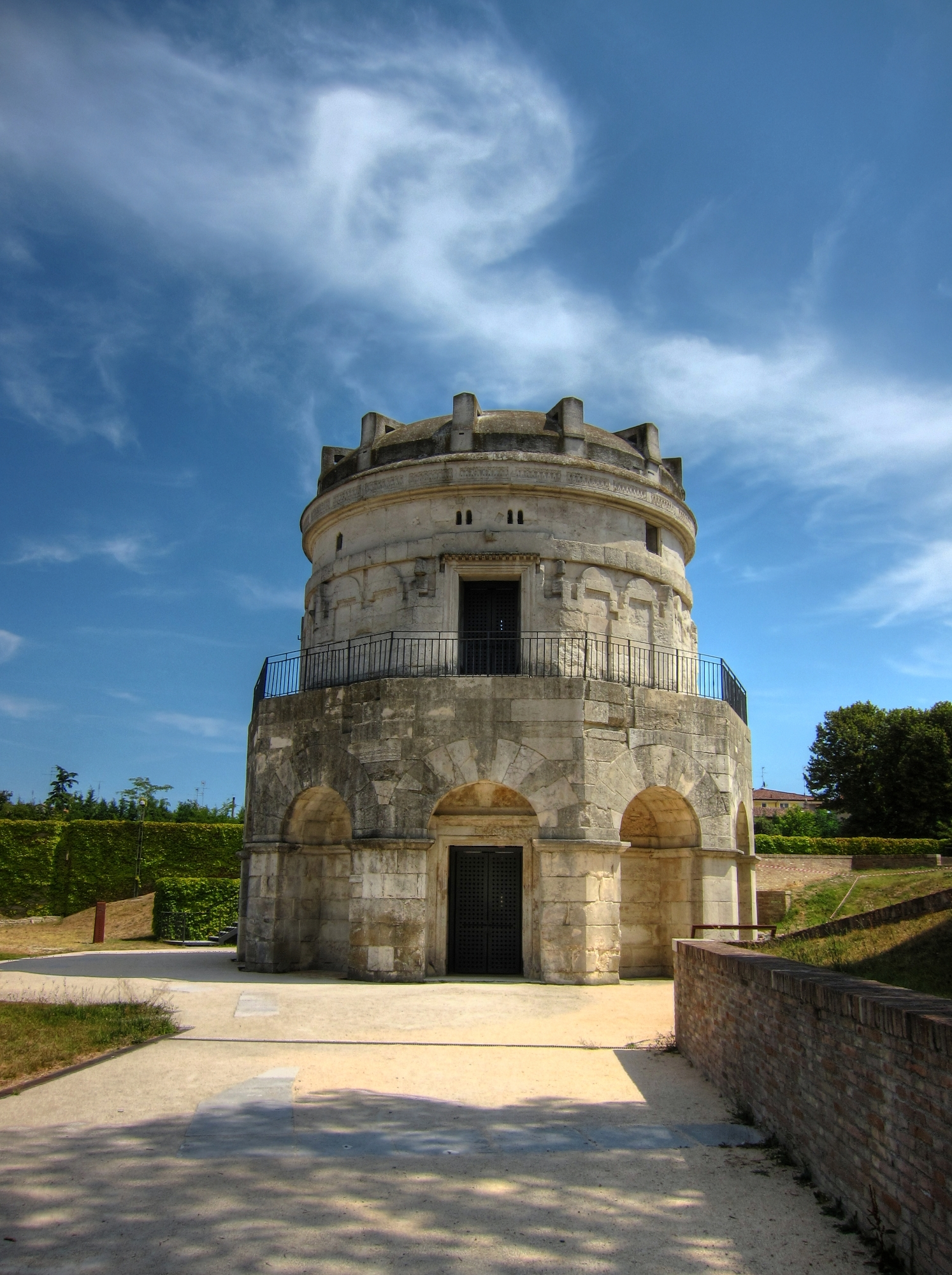
外観
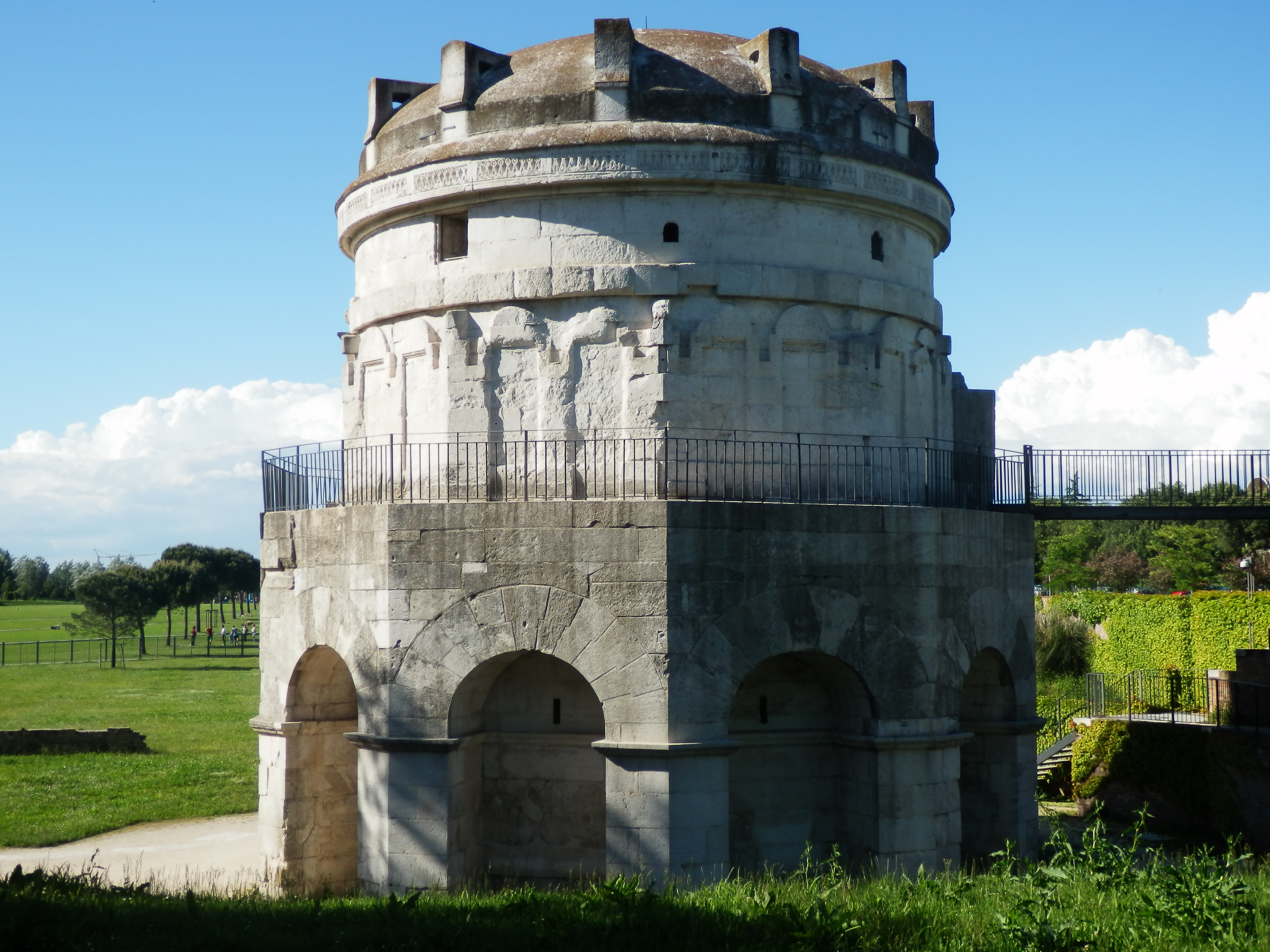
概観
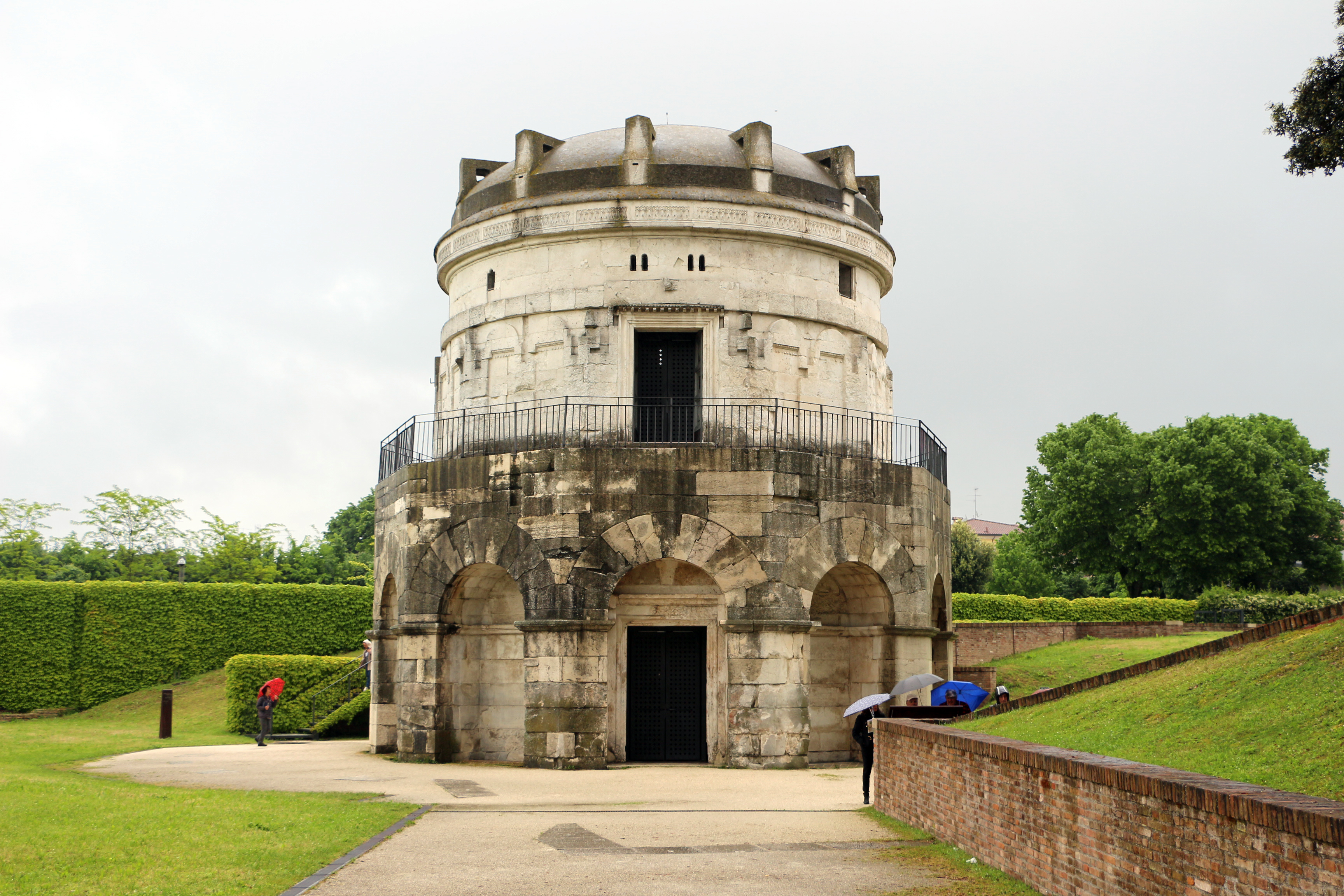
景観
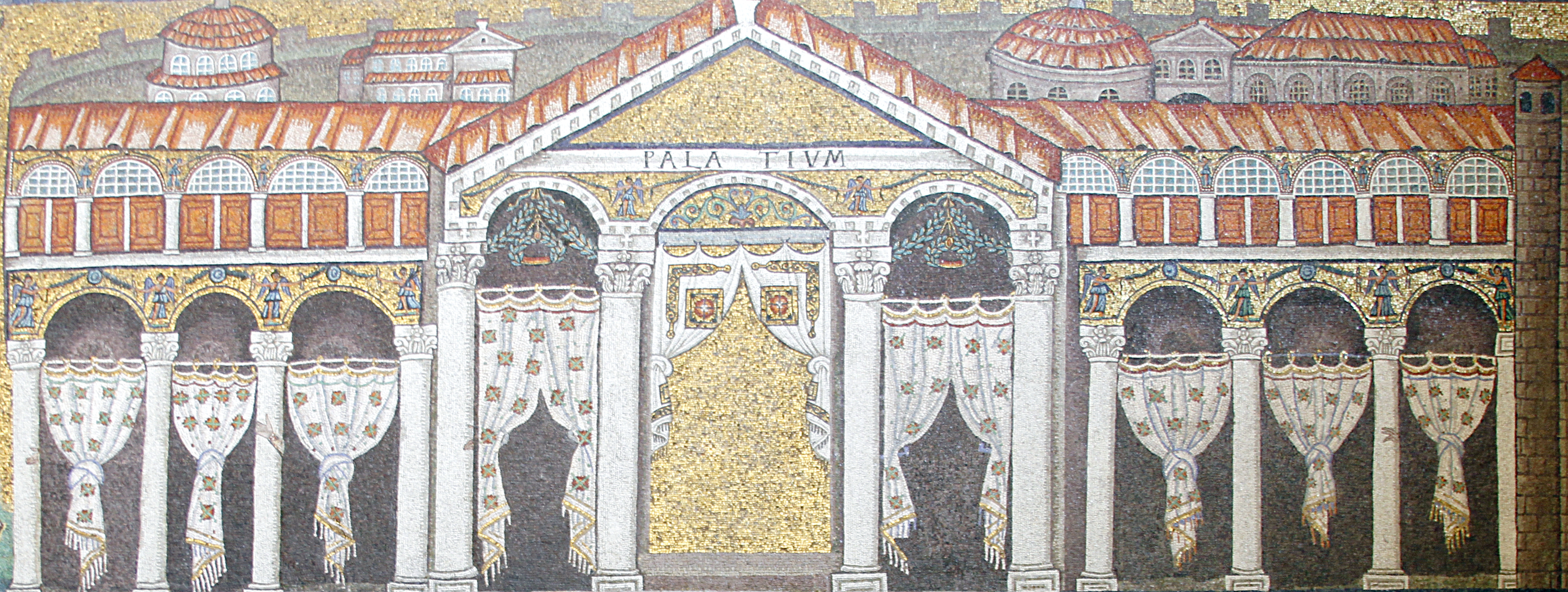
テオデリック宮殿